# Comuna Dorolț, Satu Mare
Dorolț (în maghiară: Pusztadaróc) este o comună în județul Satu Mare, Transilvania, România, formată din satele Atea, Dara, Dorolț (reședința) și Petea.

## Demografie
Componența etnică a comunei Dorolț
     Maghiari (81,38%)
     Români (7,27%)
     Romi (3,57%)
     Alte etnii (0,08%)
     Necunoscută (7,7%)
Componența confesională a comunei Dorolț
     Reformați (42,82%)
     Romano-catolici (36,48%)
     Ortodocși (5,57%)
     Greco-catolici (5,19%)
     Alte religii (1,89%)
     Necunoscută (8,04%)
Conform recensământului efectuat în 2021, populația comunei Dorolț se ridică la 3.755 de locuitori, în scădere față de recensământul anterior din 2011, când fuseseră înregistrați 3.806 locuitori. Majoritatea locuitorilor sunt maghiari (81,38%), cu minorități de români (7,27%) și romi (3,57%), iar pentru 7,7% nu se cunoaște apartenența etnică. Din punct de vedere confesional, cei mai mulți locuitori sunt reformați (42,82%), cu minorități de romano-catolici (36,48%), ortodocși (5,57%) și greco-catolici (5,19%), iar pentru 8,04% nu se cunoaște apartenența confesională.

## Politică și administrație
Comuna Dorolț este administrată de un primar și un consiliu local compus din 13 consilieri. Primarul, Mihai Găman[*], de la Uniunea Democrată Maghiară din România, este în funcție din 1996. Începând cu alegerile locale din 2024, consiliul local are următoarea componență pe partide politice:
|  | Partid                                 | Consilieri | Componența Consiliului | Componența Consiliului | Componența Consiliului | Componența Consiliului | Componența Consiliului | Componența Consiliului | Componența Consiliului | Componența Consiliului | Componența Consiliului | Componența Consiliului | Componența Consiliului | Componența Consiliului | Componența Consiliului |
|  | -------------------------------------- | ---------- | ---------------------- | ---------------------- | ---------------------- | ---------------------- | ---------------------- | ---------------------- | ---------------------- | ---------------------- | ---------------------- | ---------------------- | ---------------------- | ---------------------- | ---------------------- |
|  | Uniunea Democrată Maghiară din România | 13         |                        |                        |                        |                        |                        |                        |                        |                        |                        |                        |                        |                        |                        |